# 옴니롬
옴니롬(영어: OmniROM)은 태블릿 컴퓨터와 스마트폰을 위한 무료 운영 체제이다. 옴니롬은 안드로이드를 기반으로 한다. 다른 프로젝트로 이름이 알려진 여러 개발자들이 함께한다.

## 프로젝트
이 프로젝트는 사이애노젠모드의 상업화에 대한 대응으로 개발되었다. 사이애노젠모드가 2013년 9월을 기점으로 핵심 소스를 제외한 세부 소스에 대하여 비공개를 선언하자 안드로이드 개발자 커뮤니티 XDA Developers를 필두로 개발되었다. 옴니롬은 안드로이드 4.4(킷캣)을 기반으로 한 실험적인 롬을 개발한다. 갤럭시 노트, 갤럭시 노트 II, 갤럭시 S2·S3·S4, 넥서스 4·5·7, LG 옵티머스 G, HTC One (2013), Oppo Find 5, 소니 엑스페리아 T, HTC Explorer 등 여러 기기를 지원한다.

## 같이 보기
- 안드로이드 (운영 체제)
- 사이애노젠모드